# 이도영 (화가)
이도영(李道榮, 1884년(고종 21) ~ 1934년)은 일제강점기의 화가로, 자는 중일(仲一), 호는 관재(貫齋), 면소(芇巢), 벽허자(碧虛子), 본관은 연안(延安)이다. 이름은 도영(鞱頴)으로 쓰기도 하였는데 한국 최초로 1컷짜리 시사만화를 그렸다.

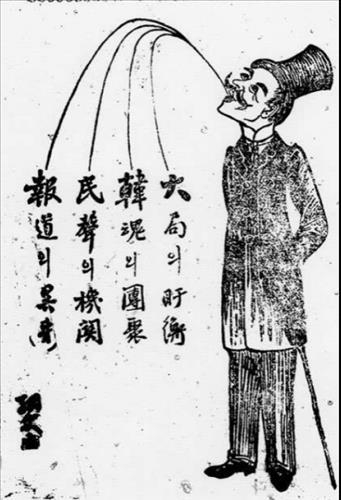
《삽화》

## 생애
이도영은 15세 때부터 전환국에서 동전 제조에 관한 금속 성분을 연구하다가 그곳에서 설계 도안을 가르치던 조석진을 만나서 석판 기술과 도안술을 배우면서 그림에 관한 관심을 품기 시작했다.
1903년 안중식의 개인 화숙인 경묵당(耕墨堂)에 문하생으로 들어가면서 회화를 공부했으며, 1905년 11월부터 대한국민교육회에서 준비 중인 교과서 편찬 업무에 관여했고, 1906년 10월 4책 8권으로 발행된 『초등소학』의 목판화 도상 제작에 참여했을 것으로 추측된다. 또한 휘문의숙에서 같은 해 11월에 발행한 『고등소학독본』의 목판화 도상 제작에도 참여했을 가능성이 높다.
1906년에는 이용익이 설립한 사립보성중학교의 도화 교사를 맡았다. 1907년 안중식, 조석진, 김규진, 양기훈, 김유탁 등과 함께 전문 미술 교육 기관인 교육서화관 발기회에 참가했고, 같은 해 공예학교인 관립공업전습소가 만들어지자 기수(技手)가 되었다. 1908년 3월에는 학부에서 발행한 『도화임본(圖畵臨本)』 4권을 저술했다.
1907년 오세창 등 천도교 대표들이 만든 대한협회에서 교육부원으로 일했고, 거기서 교육부장을 맡았던 이해조를 만나 인연을 맺었다. 두 사람의 만남은 후에 이해조가 『옥중화』, 『홍도화』 등 딱지본 소설을 책으로 낼 때 이도영이 표지화와 본문 삽화를 맡는 등 공동 작업으로 이어진다. 
1909년 6월 2일 오세창이 설립한 일간지 《대한민보》의 창간호부터 1910년 8월 31일 폐간 때까지 목판화로 제작한 시사만평을 연재했다. 
1911년에 조선서화미술회 회원, 1918년에 서화협회의 발기인이 되었다. 1920년에는 일본 미술계를 6개월 동안 시찰했으며, 1921년에 열린 서화협회전에 출품했다. 이후 1923년에 조선미술전람회 심사위원을 맡았다. 
이도영은 근대 초기에 활약한 안중식과 조석진의 예술을 하나로 집약시킨 화가로 평가받고 있다. 이도영의 회화는 장승업의 영향을 받아 산수화, 인물화, 화조화, 기명화, 절지화 등에 조선 전통 회화의 기풍을 이어받고 있으며, 서예는 행예의 정제연미함을 보여주고 있다.

## 최초의 시사만화가
1909년 《대한민보》에 실린 이도영의 만화는 한국 시사만화의 시초로 알려져 있다. 이도영은 1909년 대한협회가 창간한 일간신문 ‘대한민보’에 1909년 6월 2일 창간호부터 1910년 8월 31일 폐간될 때까지 1년 2개월 남짓 대한제국 최초로 시사 삽화를 그렸다.
이도영은 18세 때 조선왕조 최후의 화가였던 조석진과 안중식의 문하생이 돼 인물ㆍ동물ㆍ기명절지(器皿折枝) 등 전통적 기법에 다양한 소재를 접목시켜 자유로운 화법을 구사했다. 수묵화를 바탕으로 한학적 소양을 갖춘 깊이와 예리하게 번뜩이는 풍자로, 국운이 쇠해 갔던 당대에 대한 통렬한 비평을 했다. 
1918년에는 고희동, 조석진, 안중식 등 13인 발기인의 한 사람으로 참가해 서화협회를 창립하고, 1920년대 이후에는 고희동과 더불어 서화협회를 실질적으로 이끌었던 교육과 민족계몽에 앞장섰던 민족 운동가이자 화가이기도 하다.

## 표지 화가 및 본문 삽화
이도영은 근대기 교과서 삽화와 잡지 표지 등을 활발하게 제작했을 뿐만 아니라 『홍도화』를 비롯하여 『옥중가인』, 『옥중화』 등 1910년대 딱지본 소설책의 표지들을 다수 그렸다. 이도영의 낙관과 전서체 표지, 화조화가 어울려 아취를 풍기는 『옥중가인』은 근대 초기의 고급스러운 문화상품이었다. 이도영의 활동은 한국 출판사에서 근대 표지 디자인 형성에 큰 영향을 끼쳤다고 할 수 있다. 
『옥중가인』, 『옥중화』 등에 실린 목판화 삽화에서 이도영은 인물 배치와 자세, 배경 풍경 등에서 가늘고 섬세한 필치로 조영석, 김득신, 신윤복, 김홍도 등 조선 후기 풍속화의 사실주의적 미의식을 담은 전통적 화풍을 계승해 보여 준다.

## 작품
- 추산도(秋山圖)
- 연화백로도(蓮花白鷺圖)

## 같이 보기
- 서화협회
- 안중식
- 대한민보
- 조선서화미술회
- 조선미술전람회

## 참고 자료
- 「근대지식으로서의 사회주의」, 1920년대 신문 만평의 사회주의(이도영), 상허학회 저, 깊은샘(2008년, 77~78p)